# Luigi Di Maio
Luigi Di Maio (født 6. juli 1986 i Avellino, Italien) er en italiensk politiker, der er den nuværende udenrigsminister, hvilket han været siden 5. september 2019. Di Maio har tidligere været vicepremierminister og minister for økonomi, arbejde og socialpolitik. 
1. ↑  Navnet er anført på engelsk og stammer fra Wikidata hvor navnet endnu ikke findes på dansk.